# بابلو دياز
بابلو دياز (بالإسبانية: Pablo Díaz Stalla) (5 أغسطس 1971 بوينس آيرس الأرجنتين - ) هو لاعب كرة قدم أرجنتيني يلعب كمدافع.